# عصوية ذهبية ملوثة
عصوية ذهبية ملوثة (الاسم العلمي: Chryseobacterium contaminans) هي نوع من البكتيريا، سلبية الغرام، تتبع جنس عصوية ذهبية.